# Dziarny
Dziarny – wieś w Polsce położona w województwie warmińsko-mazurskim, w powiecie iławskim, w gminie Iława. Jest siedzibą sołectwa.

## Historia
Pierwsze informacje o wsi pochodzą z 1317 roku. W 1414 roku we wsi znajdowała się karczma. Dziarny zostały zniszczone w czasie wojny trzynastoletniej. W 1789 roku we wsi było 8 domów, natomiast w 1905 znajdowało się w Dziarnach 21 gospodarstw i mieszkało 135 osób.
W latach 1954–1959 wieś należała i była siedzibą władz gromady Dziarny, po jej zniesieniu w gromadzie Iława. W latach 1975–1998 miejscowość administracyjnie należała do województwa olsztyńskiego.